# Senium
Senium ist ein medizinischer Fachbegriff für das Greisenalter. Der Beginn ist individuell unterschiedlich, meist beginnt es zwischen dem 60. und 80. Lebensjahr. In der Gynäkologie schließt sich das Senium etwa 15 Jahre nach der Menopause an.
Das Senium ist gekennzeichnet durch charakteristische Veränderungen:
- Abnahme der körperlichen Leistungsfähigkeit,
- Atrophie vieler innerer Organe und
- Abnahme der Elastizität aller Gewebe.

Für das Senium typische Erkrankungen sind u. a. senile Demenz, Arteriosklerose und Karzinome, bei Immundefizienz droht die finale Pneumonie (tödliche Lungenentzündung). Diese Erkrankungen sind Gegenstand der Gerontologie.